# Andrei Chouvalov
Andrei Chouvalov est un escrimeur soviétique né le 8 janvier 1965.

## Carrière
Andrei Chouvalov participe à l'épreuve d'épée lors des Jeux olympiques d'été de 1988 à Séoul et aux Jeux olympiques d'été de 1992 et remporte trois médailles de bronze à la fois dans les épreuves par équipe et en individuel.

## Palmarès

### Jeux olympiques
- Jeux olympiques d'été de 1988 à Séoul
  -  Médaille de bronze à l'épée par équipe
  -  Médaille de bronze à l'épée en individuel
- Jeux olympiques d'été de 1992 à Barcelone
  -  Médaille de bronze à l'épée par équipe

### Championnats du monde
- Championnats du monde d'escrime 1985
  -  Médaille de bronze à l'épée par équipe
- Championnats du monde d'escrime 1986
  -  Médaille d'argent à l'épée par équipe
- Championnats du monde d'escrime 1987
  -  Médaille d'or à l'épée par équipe
  -  Médaille d'argent à l'épée en individuel
- Championnats du monde d'escrime 1990
  -  Médaille de bronze à l'épée par équipe
- Championnats du monde d'escrime 1991
  -  Médaille d'or à l'épée par équipe
  -  Médaille d'or à l'épée en individuel